# Dubbel-aspecttheorie

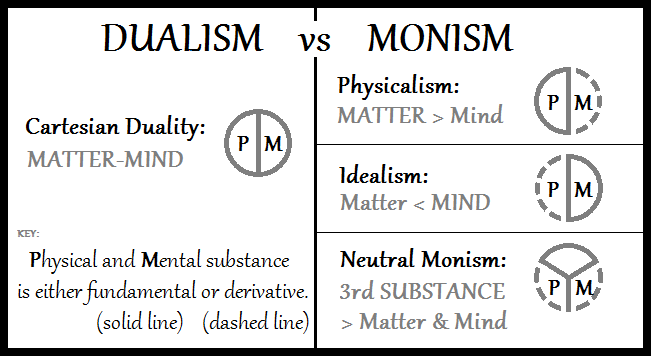
Dubbel-aspecttheorie is verwant aan het neutraal monisme.

De dubbel-aspecttheorie, dual-aspecttheorie of dual-aspectmonisme is de theorie binnen de filosofie van de geest die stelt dat fysiek en mentaal twee aspecten van, of perspectieven op, eenzelfde substantie zijn.
Het is een oplossing voor het zogenaamde lichaam-geestprobleem. Vooral om de theorie duidelijker over te brengen wordt er een derdepersoonskennis (objectiviteit) en een eerstepersoonskennis (subjectiviteit) voorgesteld als het dubbele aspect of perspectief. Verder wordt de invulling van de theorie aan de hand van soortgelijke varianten beschreven, zoals de beschrijving van de fundamentele substantie en de betekenis van fysiek en mentaal.
De dubbel-aspecttheorie is een vorm van neutraal monisme, met de centrale claim dat er een onderliggende (neutrale) werkelijkheid bestaat die niet mentaal of fysiek is. Het is een middenweg tussen de eenzijdigheid van materialisme en idealisme. Daarbij vereist de dubbel-aspecttheorie dat het objectieve fysieke en het subjectieve mentale onderling zowel onafscheidelijk als onherleidbaar zijn van elkaar, hoewel verschillend; als twee zijden van dezelfde munt. Daartegenover geplaatst staan de afscheidelijkheid van het dualisme en de herleidbaarheid van het reductionisme. Die beide volgens het reflexieve monisme van Max Velmans onvoldoende aandacht besteden aan de fenomenologie van het bewustzijn.
Er zijn verder diverse dubbel-aspecttheoretici en filosofen die een monistische tweedeling van lichaam en geest beschrijven.

## Theoretici

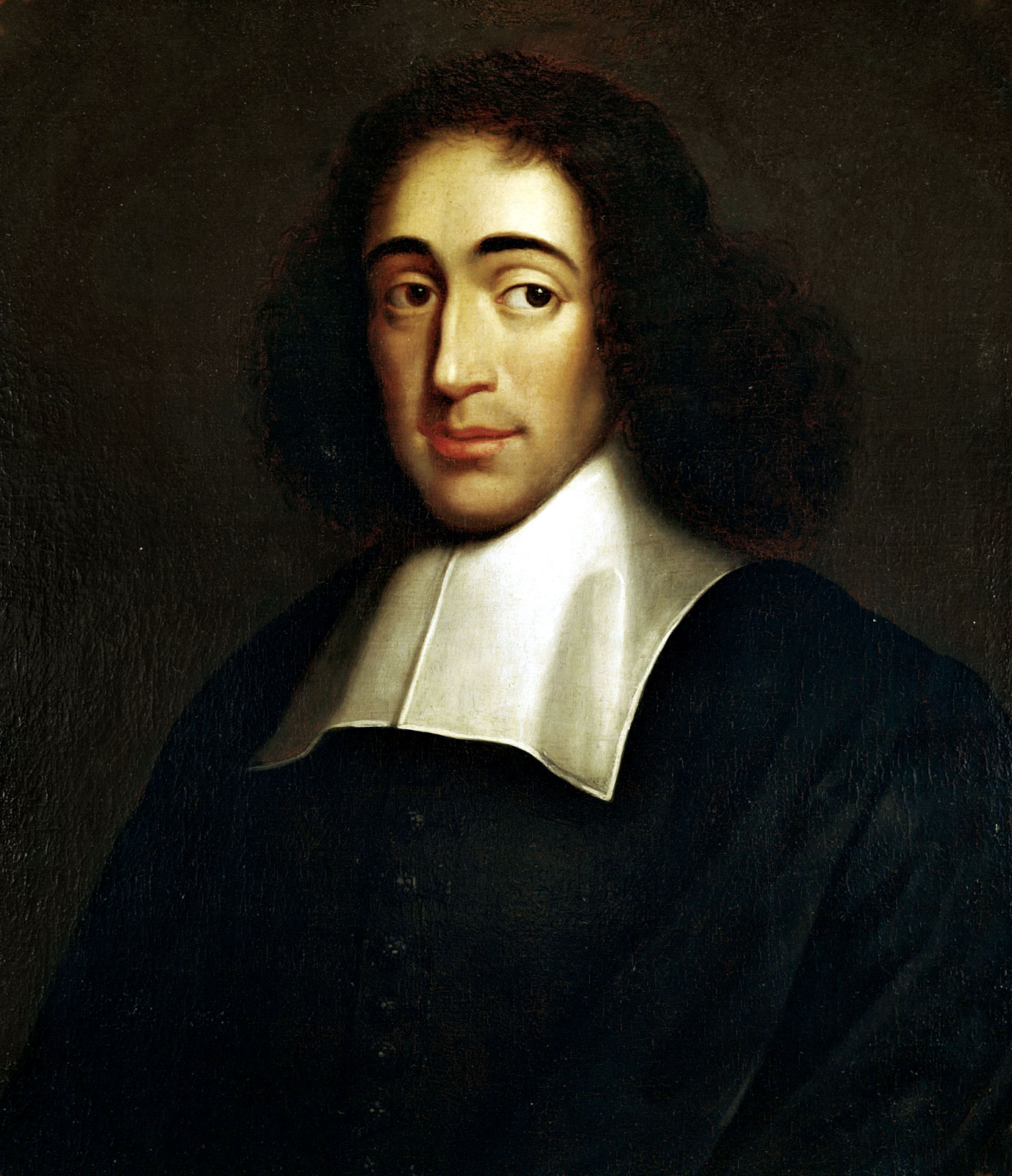
Baruch Spinoza wordt als de grondlegger van de dubbel-aspecttheorie gezien.

#### Baruch Spinoza
Over het algemeen wordt Spinoza naast het neutraal monisme ook als de grondlegger van de dubbel-aspecttheorie gezien. Dit blijkt uit zijn filosofisch werk genaamd de Ethica, wat over het algemeen als zijn hoofdwerk wordt beschouwd. Andere overeenkomende stromingen die in het boek worden beschreven zijn identiteitstheorie (token), parallellisme en pantheïsme. In het tweede hoofdstuk wordt beschreven dat lichaam en geest parallel gemanifesteerd van hetzelfde zijn, bestaande uit ‘god-of-natuur’ als één en dezelfde substantie.
Dit wordt op de volgende wijze omschreven:

...dat de voorstelling van het Lichaam en het Lichaam zelf, d.w.z. (vlg. St. XIII v.d. D.) de Geest en het Lichaam, één en hetzelfde enkelding zijn, dat nu eens wordt beschouwd als openbaring van het attribuut des Denkens, dan weer als openbaring van dat der Uitgebreidheid.
St. XIII v.d. D.: Het voorwerp der voorstelling welke den menschelijken Geest uitmaakt is het Lichaam, ofwel een zekere werkelijk bestaande vorm der Uitgebreidheid, en niets anders.
— Baruch Spinoza, Ethica - hoofdstuk 2 – Over de aard en de oorsprong van de geest

#### Persoon en beschrijving

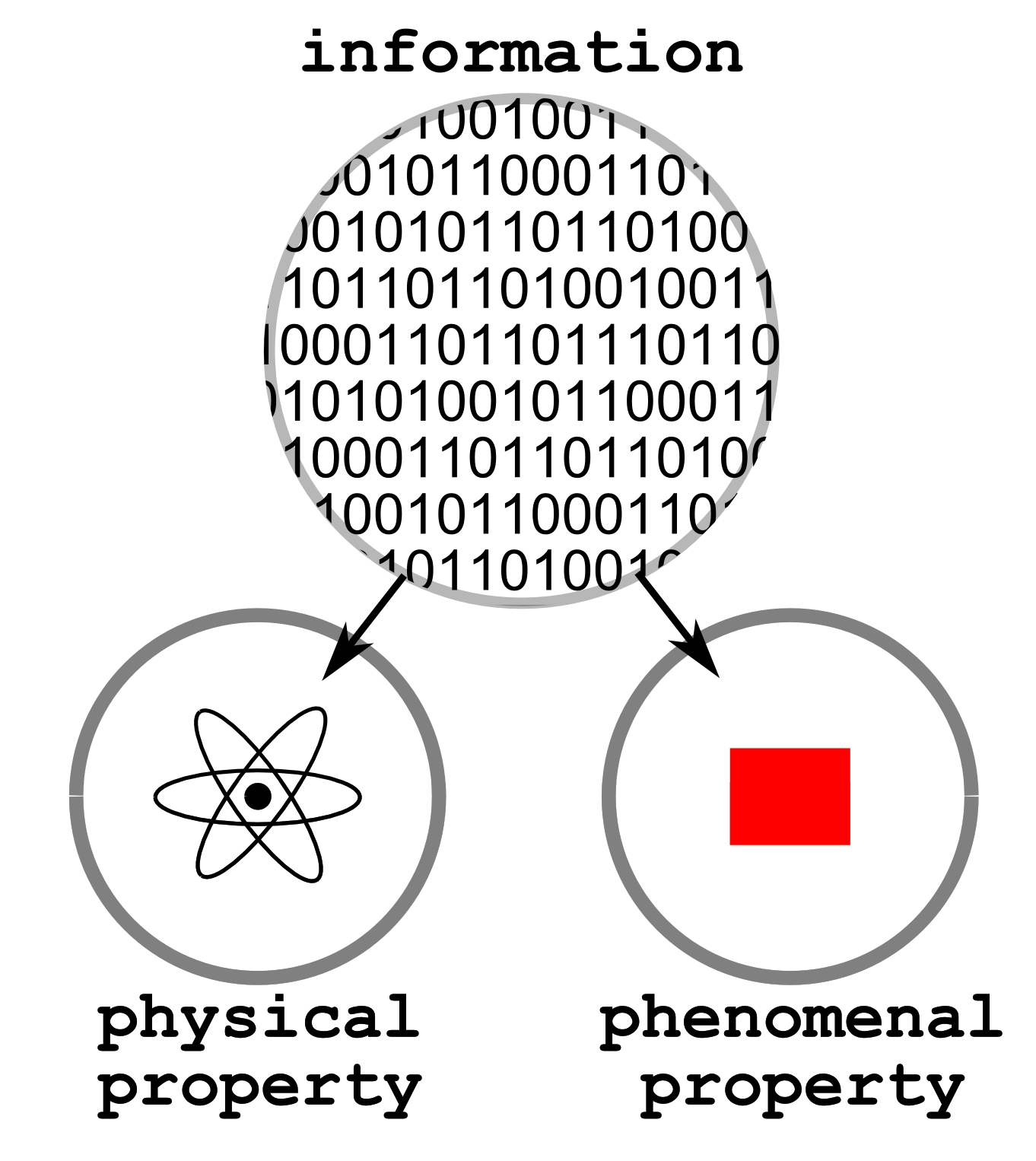
David Chalmers: De dubbel-aspecttheorie van informatie

- (1677) Baruch Spinoza beschrijft een enkele oneindige substantie als 'god-of-natuur' (Deus sive Natura) met de aspecten geest (des Denkens) en materie (der Uitgebreidheid).[8]
- (1781) Immanuel Kant beschrijft een onderscheid tussen een noumenale-, en een fenomenale werkelijkheid.[9]
- (1818) Arthur Schopenhauer beschrijft dat een wil en een voorstelling de fundamentele aspecten van de werkelijkheid zijn.[10]
- (1877) George Henry Lewes beschrijft dat zenuwactiepotentiaal en waarnemingsvermogen twee verschillende aspecten van hetzelfde ding zijn.[11]
- (1889) Gustav Theodor Fechner beschrijft dat fysieke feiten, en de perceptie daarvan hoewel niet tot elkaar reduceerbaar, wel twee aspecten van één realiteit zijn.[12]
- (1921) Bertrand Russell beschrijft dat zowel geest als materie zijn samengesteld uit een neutrale stof die opzichzelfstaand geen van beide is.[13]
- (1932) Wolfgang Pauli beschrijft het pauli effect als een concept van synchroniciteit, en benoemt een complementaire relatie tussen natuurkunde en dieptepsychologie.[14][15]
- (1959) Peter Frederick Strawson beschrijft dat wanneer personen zelf-refereren wordt er verwezen naar een entiteit met twee aspecten, het fysieke en mentale.[16]
- (1960) Carl Gustav Jung beschrijft psyche (van binnenuit bekeken) en materie (van buitenaf bekeken) als twee verschillende aspecten van hetzelfde.[17]
- (1980) Brian O'Shaughnessy beschrijft een psychologische wil en een fysieke wil.[18]
- (1989) Thomas Nagel beschrijft dat subjectieve- of mentale eigenschappen onverenigbaar zijn met de fysische objectiviteit, zoals hij ziet in het probleem van persoonsidentiteit.[19]
- (1994) John Polkinghorne beschrijft dat één substantie voortkomt als twee contrasterende staten, waarmee perceptie van verschil tussen geest en materie kan worden uitgelegd.[20]
- (1996) David Chalmers beschrijft dat fysieke en mentale eigenschappen aspecten van informatie zijn.[21]
- (2002) David Bohm beschrijft een impliciete en expliciete orde als twee verschillende beschrijvingen van hetzelfde fenomeen of aspect van de realiteit.[22]
- (2004) Gregg Rosenberg beschrijft het fysieke en niet-fysieke als twee aspecten van hetzelfde, zoals de avondster en de morgenster aspecten van Venus zijn.[23]
- (2006) Bernard d’Espagnat beschrijft 'het echte' als een onafhankelijke primordiale realiteit die ontstaat voor de geest-materie splitsing.[24]
- (2008) Max Velmans beschrijft dat de fundamenten van het universum zichzelf manifesteren als fysiek en als bewustzijnservaring, oftewel 'psycho-fysisch'.[25]

## Subject-objectscheiding
Veel filosofische kwesties betreffen de vraag of iets objectief of subjectief is en wat de essenties daarvan zijn. Subjectiviteit wordt meestal in verband gebracht met een subject of individu die beschikt over bewuste ervaring, bijvoorbeeld persoonlijke beoordelingen of zienswijzen, zoals: meningen, gevoelens, overtuigingen en verlangens. Terwijl objectiviteit meestal in verband wordt gebracht met de realiteit, feiten en waarheid (soms neutraliteit) met daarbij de onafhankelijkheid van persoonlijke meningen, vooroordelen, interpretaties, gevoelens, ideeën en fantasieën.

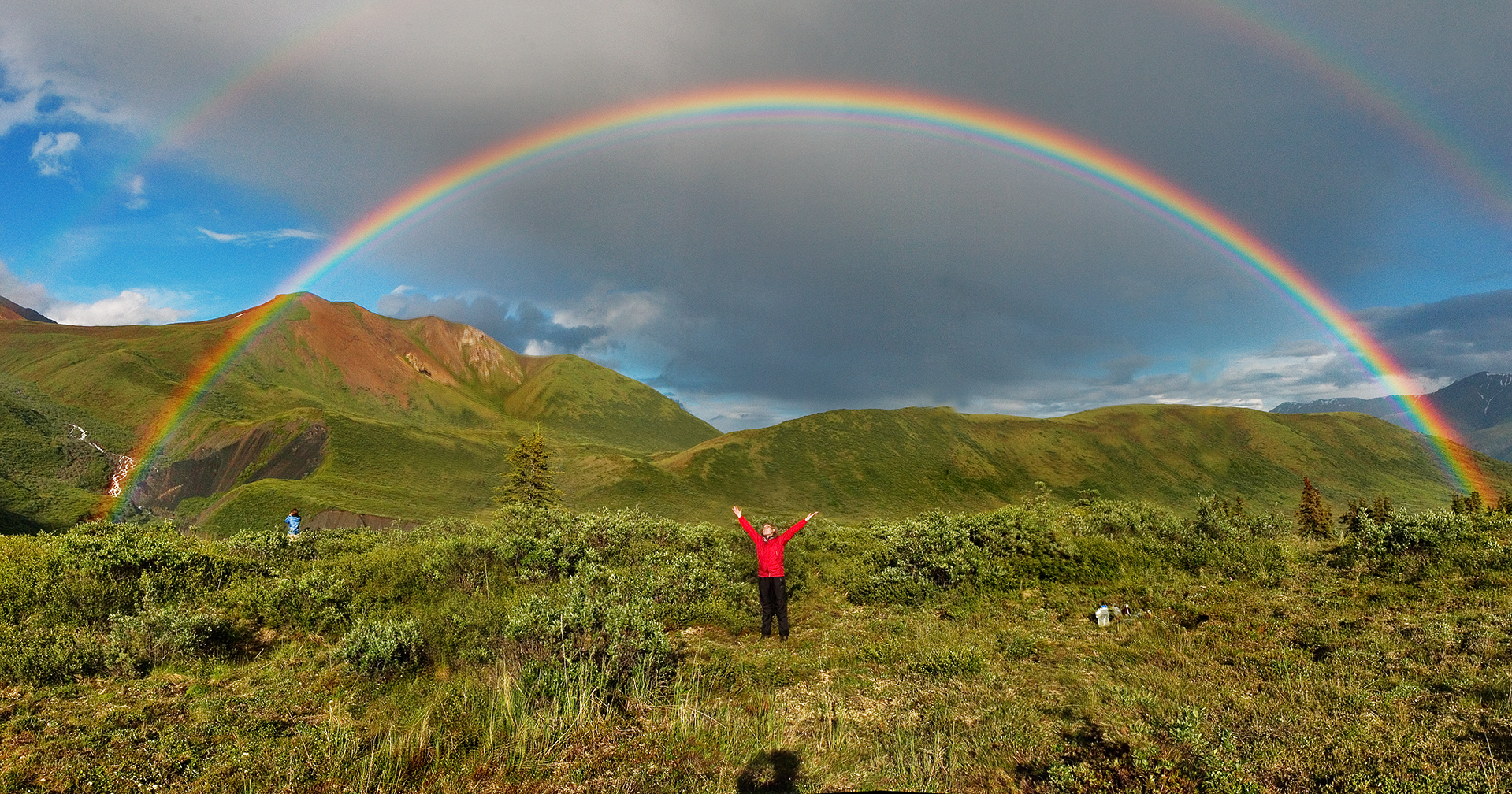
Een regenboog verdwijnt bij benadering en is afhankelijk van het bewustzijn. Zonder visuele waarneming zouden we de kleuren niet zien, dus een regenboog is onzichtbaar in de fysieke werkelijkheid.

De subject-objectscheiding bestaat uit een metafysische- en een epistemologische opvatting. De kern van het metafysische subjectivisme is de overtuiging dat de werkelijkheid die we waarnemen echt is, maar dat er geen onderliggende echte werkelijkheid bestaat die onafhankelijk van perceptie kan bestaan. Men kan ook stellen dat het bewustzijn de realiteit is, in plaats van perceptie, het valt dan onder subjectief idealisme. Dit is in tegenstelling tot het metafysische objectivisme en het filosofische realisme, want die veronderstellen dat er wel een onderliggende opzichzelfstaande geest-onafhankelijke werkelijkheid bestaat, die op verschillende manieren wordt ervaren. De epistemologische opvatting gaat uit van een beoordeling over subjectief en objectief. Bijvoorbeeld; 'de maan heeft geen atmosfeer' is een (epistemologisch) objectief oordeel, terwijl; 'vanille is de beste ijssmaak' beschouwd kan worden als (epistemologisch) subjectief. Een persoon kan dus derdepersoonskennis (objectiviteit) en eerstepersoonskennis (subjectiviteit) bezitten.
De wetenschap is gebaseerd op objectieve derdepersoonskennis, decennialang is het bewustzijn als wetenschappelijk onderzoeksonderwerp vermeden omdat subjectieve eerstepersoonskennis niet goed bestudeerd kon worden met behulp van objectieve experimentele methoden. Mede dankzij technologische ontwikkelingen vanaf de jaren 80 van de 20e eeuw is het bewustzijn uitgegroeid tot een belangrijk onderwerp in de onderzoeken binnen de psychologie, de geneeskunde en de wetenschap. Vooral vanuit de cognitieve neurowetenschap spreekt men van de neurale correlaten van bewustzijn want er is wel wederzijdse samenhang tussen hersenactiviteit en bewustzijnservaring maar er ontbreekt een oorzakelijk verband. Dit wordt onder meer aangegeven met het filosofische concept genaamd de verklaringskloof. Die geeft aan dat de fysicalistische theorieën van de geest (zoals neurale oscillatie en herintredende circuits) niet aangeven hoe hersenactiviteit in bewustzijnservaring kan veranderen – naast hun onderlinge correlatie. De kloof overbruggen betekent dat er een bevredigende mechanistische verklaring zou moeten komen voor het bewustzijn, met name voor het subjectieve karakter van ervaring en qualia.

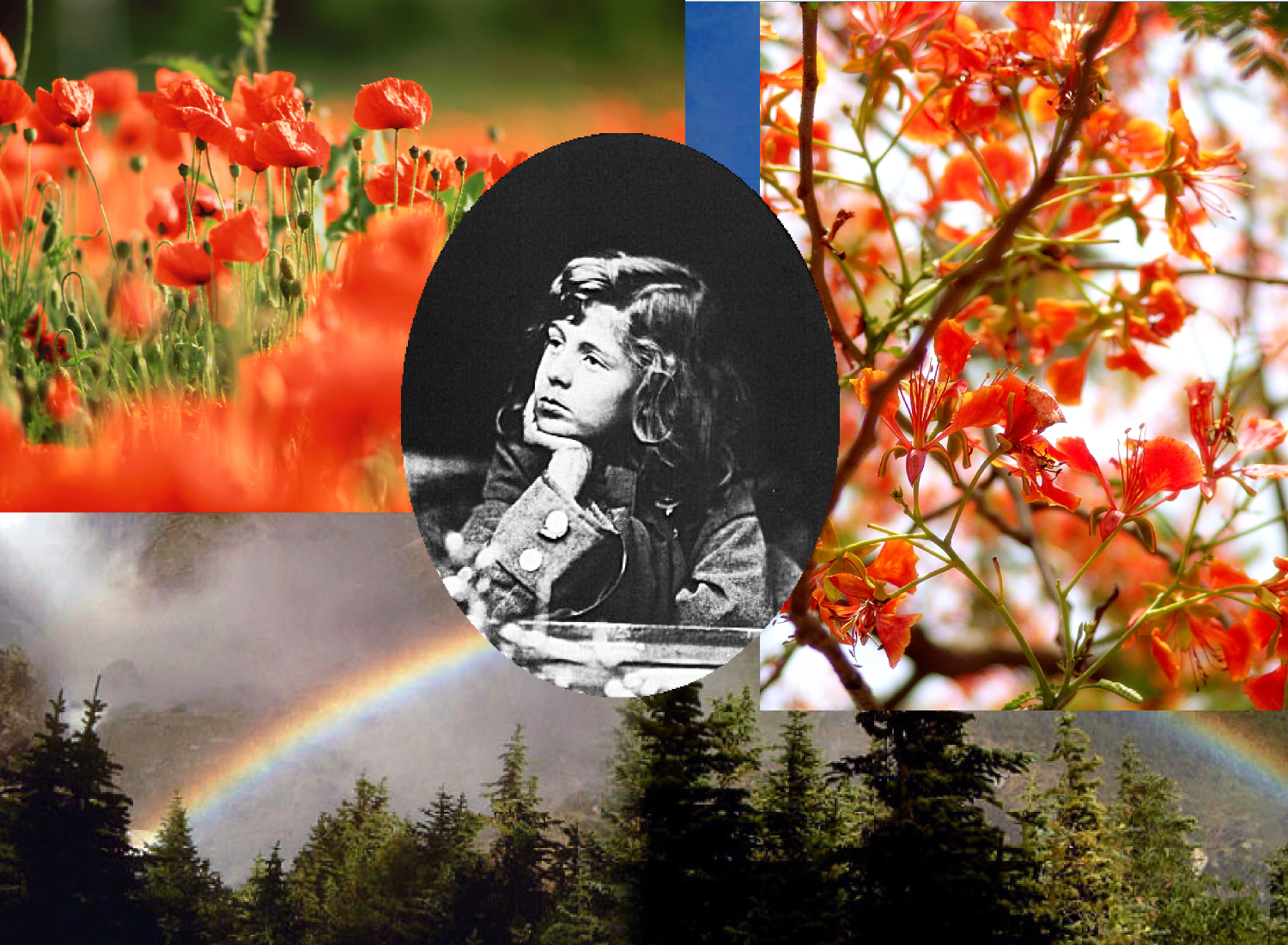
Als Mary alles weet over rood, weet ze dan ook hoe rood eruit ziet?

Qualia zijn individuele gevallen van subjectieve bewuste ervaring, bijvoorbeeld: hoofdpijn voelen, wijn proeven of de roodheid waarnemen van een zonsondergang. Er zijn verschillende argumenten om aan te geven dat qualia bestaat, waaronder: het omgekeerde spectrum van John Locke, het 'hoe is het om te zijn' argument van Thomas Nagel en het kennisargument van Frank Cameron Jackson. Het kennisargument stelt Mary de kleurenwetenschapster voor die alles weet over de kleur rood, maar ze heeft nog nooit rood gezien. Volgens dit gedachte-experiment leert Mary er toch nog iets bij wanneer ze de kleur rood ziet, oftewel de kleurbeleving van rood. Het belangrijkste aspect van het kennisargument is het onderscheid tussen (derdepersoons) objectieve- en (eerstepersoons) subjectieve kennis.
Volgens Max Velmans maken reductionisme en dualisme zichzelf schuldig aan het feit dat ze te weinig aandacht besteden aan de fenomenologie van bewustzijn, oftewel de toestand van ergens bewust van zijn. Het reductionisme probeert bijvoorbeeld het bewustzijn te reduceren tot een hersentoestand, waarna het bewustzijn niet meer is dan zijn neurale oorzaak of correlaat. Maar volgens Velmans wordt daarmee de Leibniz' wet van; 'identiteit van ononderscheidbare zaken' overtreden. Oftewel als A hetzelfde is als B (bewustzijn is hetzelfde als een hersentoestand), dan moeten de eigenschappen van A ook de eigenschappen hebben van B. Velmans stelt hiermee dat de subjectieve fenomenele ervaring van bewustzijn geheel in tegenstelling staat tot de neurale toestanden van de hersenen, en kan daarom niet gereduceerd worden. De fenomenele eigenschappen van bewustzijn zijn niet identificeerbaar of hetzelfde als hersenactiviteit die het (eventueel) veroorzaakt.

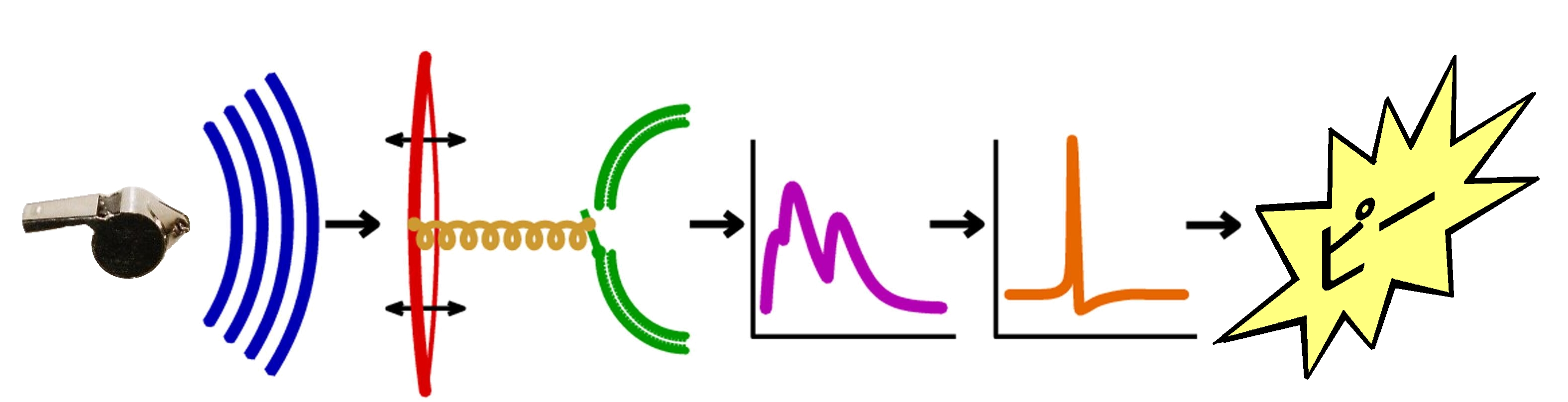
Een schematische voorstelling van een geluidssignaal. Links: het fluitje. Blauw: geluidsgolven. Rood: trommelvlies. Geel: slakkenhuis. Groen: binnenste haarcellen. Paars: buitenste haarcellen. Oranje: actiepotentiaal. Rechts: de quale van gefluit.

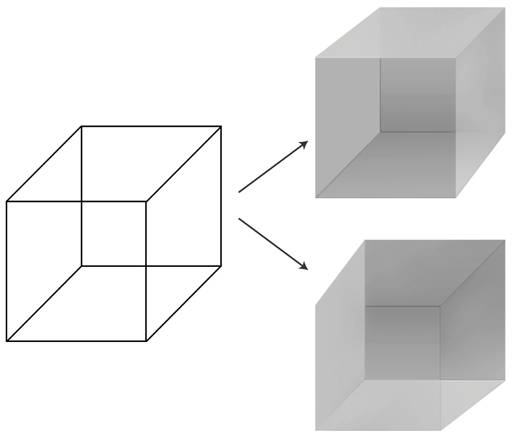
De Necker-kubus blijft onveranderd als fysieke stimuli, terwijl onze mentale waarneming wel veranderd.

In de filosofie van perceptie gaat men bijvoorbeeld na in welke mate sensorische kwaliteiten, zoals: licht en/of kleur, geluid, temperatuur, smaak, druk en geur kunnen bestaan in een objectieve realiteit, ten opzichte van de subjectieve waarneming daarvan. Bijvoorbeeld een vrij bekende filosofische vraag stelt of geluid (in een objectieve realiteit) wel kan bestaan wanneer er geen ontvanger is. Het oor zet luchttrillingen (mechanische stimulus) om in een elektrochemisch signaal door middel van haarcellen die via de gehoorzenuw in de gehoorschors van de hersenen wordt verwerkt, waarna het mogelijk wordt om het geluid te ervaren. Dus zonder waarnemer of ontvanger is er wellicht slechts een luchttrilling zonder geluid. De sensorische kwaliteiten worden door middel van zintuiglijke transductie omgezet naar neurale activiteit, waarna het door middel van neurotransmissie in de hersenen verder wordt verwerkt. Dit is allemaal nog verklaarbaar als een objectief fysiek hersenproces, maar hoe dat proces eventueel kan leiden naar een subjectieve wijze van (geluid) waarnemen is vooralsnog een mysterie.
Thomas Nagel stelt dat ervaringen in wezen subjectief zijn en alleen toegankelijk zijn voor het individu die ze ondergaat, terwijl fysieke toestanden in wezen objectief zijn en toegankelijk zijn voor meerdere personen. Hij stelt dat het subjectieve aspect wel degelijk bestaat en verwerpt het idee, of de mogelijkheid, dat een subjectieve toestand uiteindelijk een objectieve toestand is. Volgens hem kunnen reductionisten niet weten waar het reductionisme van bewustzijn eigenlijk op neerkomt.
Waarnemingen zijn grotendeels afhankelijk van onze zintuigen. Als we bijvoorbeeld andere zintuigen hadden, zoals: facetogen, echolocatie of magnetoceptie dan zouden we de wereld op een geheel andere wijze ervaren. Onze huidige perceptuele uitrusting is bovendien niet onfeilbaar, want er kunnen eventueel verkeerde voorstellingen optreden, zelfs met een volledige functionering. Dit kunnen we bijvoorbeeld nagaan met vormen van gezichtsbedrog, waarbij onze (mentale) subjectieve ervaring verschilt met de (fysieke) objectiviteit van het concept, zoals bijvoorbeeld met de Müller-Lyer-illusie of de Necker-kubus. Hiermee wordt de dubbel-aspecttheorie op experimentele wijze aangetoond.

## Het moeilijke probleem van bewustzijn

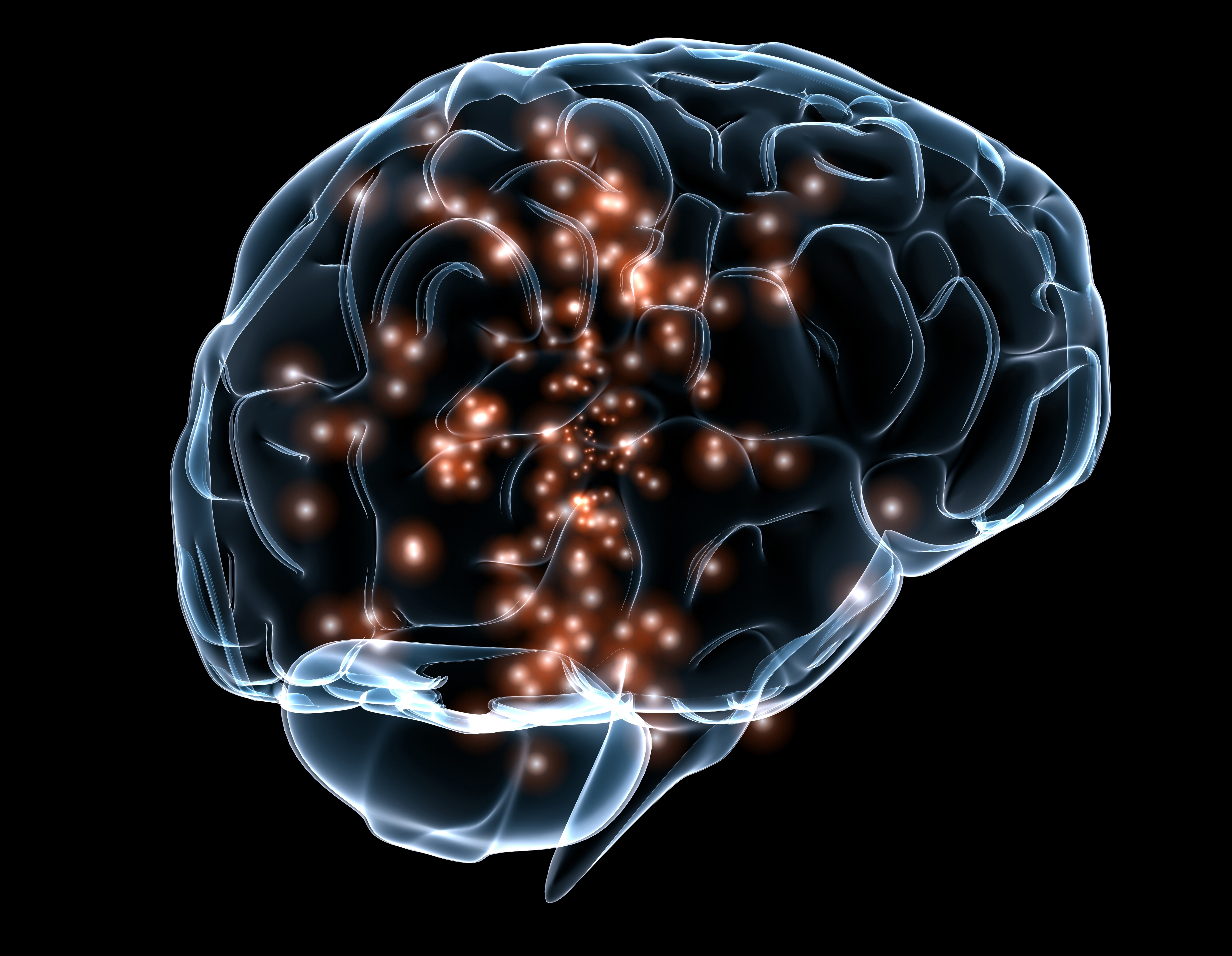
George Henry Lewes beschrijft dat zenuwactiepotentiaal (neurale activiteit) en waarnemingsvermogen (bewustzijn) als twee aspecten van hetzelfde zijn.

De dubbel-aspecttheorie is een mogelijke oplossing voor het lichaam-geestprobleem en het opvolgende moeilijke probleem van bewustzijn. Het probleem onderstreept dat fenomenele eigenschappen (het mentale) niet gereduceerd kunnen worden tot fysieke eigenschappen, maar tot iets wat nog fundamenteler is. Oftewel het is een substantie die zowel fysiek als mentaal is; of allebei bevat. Deze basisstof beschikt over fenomenele- en fysieke eigenschappen en wordt met de dubbel-aspecttheorie aangegeven. Wanneer die basisstof wordt beschouwd als neutraal – die niet fenomeneel noch fysiek is, maar toch beide onderbouwd – dan valt het onder neutraal monisme. En wanneer al het fysieke een onderliggende fenomenele aard heeft dan valt het onder panpsychisme. Alle drie opvattingen stellen voor dat het bewustzijn net zo fundamenteel (of fundamenteler) is dan de fysische eigenschappen oftewel materie. Dit is wat deze monistische opvattingen gemeen hebben met het dualisme, alleen ze stellen dat de geest of het bewustzijn niet metafysisch gescheiden is van het lichaam of materie, oftewel ze zijn verweven in de realiteit. Deze drie overeenkomende opvattingen zijn ruimschoots uitgewerkt in de afgelopen eeuwen door de filosofie. Maar de interesse daalde omstreeks het midden van de 20e eeuw vanwege de opkomst van het logisch positivisme. Dankzij het aankaarten van het moeilijke probleem van bewustzijn werden dergelijke opvattingen weer onder de aandacht gebracht.
Sommigen geloven dat de oplossing voor het moeilijke probleem van bewustzijn een psychofysische theorie vereist die bestaat uit fundamentele wetten. David Chalmers stelt een fundamenteel verband voor tussen het mentale en het fysieke gebaseerd op informatie. Hij formuleert een dubbel-aspect principe waarin mentale toestanden gerealiseerd kunnen worden door informationele toestanden; die ook fysieke toestanden kunnen realiseren, zoals een cognitief systeem als de hersenen. Een voorbeeld van een dergelijke theorie is geïntegreerde informatie-theorie, die begint met de eigenschappen van het bewustzijn in plaats van het fysieke substraat. Een andere dubbel-aspecttheorie komt van David Bohm, die stelt een impliciete en expliciete orde voor oftewel een kwantumbewustzijn, waarin bewustzijn en materie in een expliciete orde projecteren vanuit een impliciete orde.
Volgens sommige filosofen zoals: Galen Strawson (2012), Roger Penrose (1989), John Searle (1991), Thomas Nagel (1979, 1986, 1999) en Noam Chomsky (1999) is er een revolutionaire verandering in de natuurkunde nodig om het moeilijke probleem van bewustzijn op te lossen, wat o.a. gebaseerd is op de dubbel-aspecttheorie.

## Panpsychisme

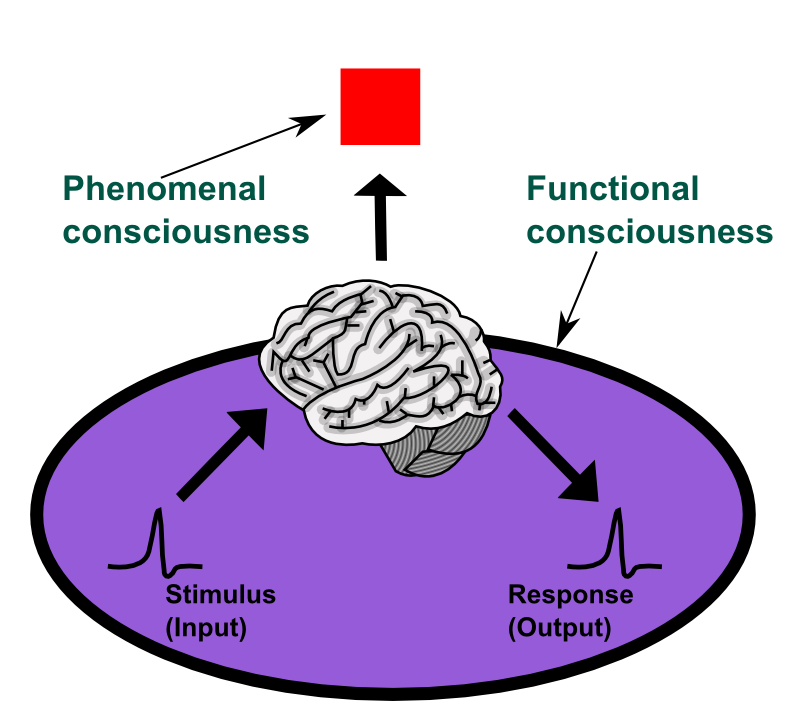
Het fenomenele en functionele als twee aspecten van het bewustzijn.

Naast het neutraal monisme komt het panpsychisme qua filosofische stroming het meest overeen met de dubbel-aspecttheorie. Panpsychisme gaat ervan uit dat samengestelde delen en de vormgeving van materie een soort van bewustzijn heeft, ofwel een psychische aard heeft als substantie. Gustav Theodor Fechner zou de grondlegger hier van zijn, dit heeft de Nederlandse filosoof Gerard Heymans als psychisch monist verder uitgebouwd.
Dubbel-aspecttheorieën worden soms ook opgevat als vormen van panpsychisme. Het kernprincipe van het panpsychisme is dat het bewustzijn alomtegenwoordig is en daarbij fundamenteler is ten opzichte van de 'zwakkere' materie. Terwijl bewustzijn en materie volgens de dubbel-aspecttheorieën als coöperatief fundamenteel en als even alomtegenwoordig beschouwd kunnen worden. Een andere onderscheidende karakterisering van de dubbele-aspecttheorie is het voorstel van een onderliggende substantie die als 'drager' van zowel mentaal als fysiek functioneert. De overeenkomst tussen panpsychisme en dubbel-aspecttheorie is dat elke objectieve entiteit (of gebeurtenis) een innerlijk of subjectief aspect heeft.
Volgens Charles Sanders Peirce is alle geest of al het bewustzijn direct of indirect betrokken bij alle materie. De geest of het bewustzijn is min of meer een onderdeel van (de aard van) materie. Iets bekijken vanaf de buitenkant verschijnt als materie en iets vanaf binnenuit bekijken verschijnt als bewustzijn.
Wanneer het bewustzijn als een fundamenteel bestandsdeel van het universum beschouwd zou worden zou dit een vorm van panpsychisme zijn, wat soms specifiek wordt aangeduid als panexperiëntialisme (alles heeft ervaring). Zoals Alfred North Whitehead zijn procesfilosofie, of ook wel de filosofie van het organisme, die stelt dat de fundamentele elementen van het universum zogenaamde 'ervaringsgebeurtenissen' zijn, die nog kleiner zijn dan subatomaire deeltjes.
David Chalmers impliceert dat het bewustzijn net als ruimte, tijd en massa tot de fundamentele grootheden behoort.